# Zerocalcare
Michele Rech (Arezzo, 12 de desembre de 1983), més conegut amb el pseudònim de Zerocalcare, és un dibuixant de còmics italià. El seu nom artístic s'inspira en l'anunci publicitari d'un producte anticalç per a la planxa de roba que s'emetia a la televisió just al moment en què havia d'escollir un àlies per a participar en un fòrum d'internet quan tenia disset anys. Practica l'estil de vida straight edge que consisteix en l'abstinència de tabac, alcohol i drogues.

## Trajectòria
Nascut a Arezzo, es va criar primer a l'Estat francès, país d'origen de la seva mare i després a Roma. Comença la seva activitat al món del còmic en acabar el batxillerat, amb una història en vinyetes sobre la contracimera de Gènova del juliol del 2001 en què es va veure colpit per l'assassinat de Carlo Giuliani. Participa en les edicions del festival Crack! Fumetti dirompenti al CSOA Forte Prenestino i nombroses iniciatives organitzades en centres socials okupats italians, per als quals ha il·lustrat multitud de cartells de concerts i manifestacions, així com portades de discos i fanzins d'artistes punk, hardcore i oi! A partir del 2003 treballa com a il·lustrador al diari Liberazione i col·labora amb la revista setmanal Carta i la mensual Repubblica XL, amb la revista Canemucco i amb la secció online de DC Comics, Zuda Comics.
El 2006 publica dues històries en el volum de còmics GeVsG8. El 2007 col·labora amb Push/R en el còmic La política no hi té res a veure, basat en l'homicidi de Renato Biagetti. El 2011 publica amb motiu dels deu anys de la contracimera de Gènova una història autobiogràfica amb el títol d'A.F.A.B. L'octubre del 2011 apareix el seu primer àlbum: La profezia dell'armadillo, produït pel dibuixant Makkox, que va obtenir ràpidament un gran èxit i va tenir cinc reedicions. Posteriorment surt una edició en color a Bao Publishing. El títol prové del personatge de l'Armadillo, quasi sempre present a les històries de Zerocalcare, que representa una projecció de la personalitat de l'autor.
A partir de novembre del 2011 manté un blog de còmics, zerocalcare.it, en què hi publica històries breus amb base autobiogràfica. El blog el visiten cada dia milers de lectors, i és un dels pocs exemples de blogs de còmics popular a França però quasi desconegut a Itàlia. El març de 2012, el blog obté una nominació per a la categoria Millor Webcomic del Premi Attilio Micheluzzi-Comicon 2012. El setembre de 2012 el blog guanya el premi Macchianera Award 2012 com a Millor dibuixant-Creador de còmics. L'octubre de 2012 publica el segon àlbum: Un polpo alla gola. Les dues primeres tirades, dotze mil còpies, s'exhaureixen a la prevenda i en total els treballs de Zerocalcare aconsegueixen superar els 40.000 exemplars.
Aquell mateix mes guanya a Lucca Comics & Games el Gran Guinigi per la millor història breu. L'abril de 2013 BAO Publishing publica Ogni maledetto lunedì su due, un llibre que recull les tires còmiques del blog, més el conte A.F.A.B., més una sèrie de vinyetes inèdites. Quan va presentar el llibre a Roma, l'autor va explicar que el pessimisme i l'amargor de la història expressaven la ràbia i el malestar de la seva generació.
El 31 de maig de 2013, BAO Publishing anuncia un nou volum de l'autor, que porta el títol de Dotze. Tracta de zombies al barri romà de Rebibbia i té com a protagonista Secco, l'amic de Calcare que es dedica al pòquer en línia. El juliol es fa pública la seva col·laboració amb els dibuixos del llibre Kansas City, Any II, escrit per Diego Bianchi i Simone Conte, que explica el campionat de l'equip de futbol de l'Associazione Sportiva Roma. El 2013 Zerocalcare escriu amb Valerio Mastandrea el guió d'una pel·lícula sobre La profezia dell'armadillo.
El 2014, novament a l'editorial milanesa BAO Publishing, apareix la novel·la gràfica Dimentica il mio nom. El 13 de setembre del mateix any guanya el premi Sàtira política de Forte dei Marmi en la categoria de Dibuix satíric. Entre la tarda del 2 i el dia 3 de desembre de 2014, Zerocalcare pinta un mural de 40 metres quadrats prop de la sortida del metro de Rebibbia, el barri de Roma on viu. El 8 de desembre de 2014 guanya el premi Llibre de l'any del programa de ràdio Fahrenheit de Rai Radio 3. El 16 de gener de 2015 a la revista Internazionale es publica un reportatge en format còmic escrit i il·lustrat per Zerocalcare que donarà lloc a Kobane Calling, un aprofundiment centrat en el conflicte entre el poble kurd i l'Estat Islàmic durant el conflicte turco-sirià. La reimpressió es va exhaurir a tots els quioscos d'Itàlia. El 10 de maig de 2015, La Repubblica publica sis pàgines de còmic de Zerocalcare amb el títol de La città del decoro.
L'any 2015 queda en segona posició al Premi Strega Joves amb Dimentica il mio nome., el mateix any apareix L'elenco telefonico degli accolli, que inclou vinyetes del blog inèdites., i a l'octubre publica a l'Internazionale un reportatge sobre la trobada amb Nasrin Abdallah, militant kurda líder de les Unitats de Protecció de les Dones. L'abril del 2016 les històries publicades per a l'Internazionale es recullen en el volum Kobane Calling, que conté les històries inèdites dels viatges entre Turquia, Iraq i Síria que va fer l'autor.
El 2022, Netflix va estrenar la seva sèrie d'animació Strappare lungo i bordi, una història personal sobre la salut mental composta de sis capítols de vint minuts amb gran èxit de públic i crítica, en què l'autor es dibuixa a si mateix i la seva vida: inseguretat, avorriment, dolor, entusiasme, amor, amistat i el pas del temps, amb un to tràgic però il·luminat per l'esperança.El 2023, estrena la seva segona sèrie a Netflix, Questo mondo non mi renderà cattivo.

## Àlbums publicats
- La profezia dell'armadillo, Edizioni Graficart, 2011, ISBN 8889021446
- La profezia dell'armadillo - colore 8 bit, BAO Publishing, 2012, ISBN 9788865431030
- Un polpo alla gola, BAO Publishing, 2012, ISBN 9788865431139
- Ogni maledetto lunedì su due, BAO Publishing, 2013, ISBN 9788865431559
- Dodici, BAO Publishing, 2013, ISBN 9788865431801
- Dimentica il mio nome, BAO Publishing, 2014, ISBN 9788865432549
- Kobane Calling, Internazionale, 2015
- L'elenco telefonico degli accolli, BAO Publishing, 2015, ISBN 9788865435014[16]
- Ferro e piume, Internazionale, 2015
- Kobane Calling, Bao Publishing, 2016, ISBN 8865436182, ISBN 978-8865436189
- Macerie prime. BAO Publishing. 2017. ISBN 9788865439760.
- La scuola di pizze in faccia del professor Calcare. BAO Publishing. 2019. ISBN 9788832733259.
- Scheletri. BAO Publishing. 2020. ISBN 9788832734898.
- A babbo morto. Una storia di Natale. BAO Publishing. 2020. ISBN 9788832735512.
- Niente di nuovo sul fronte di Rebibbia, 2021[19]